# Xã Dawson, Quận Phelps, Missouri
Xã Dawson (tiếng Anh: Dawson Township) là một xã thuộc quận Phelps, tiểu bang Missouri, Hoa Kỳ. Năm 2010, dân số của xã này là 937 người.